# Прометијум
Прометијум (Pm, лат. promethium) је хемијски елеменат из групе лантаноида са атомским бројем 61. Име је добио по Прометеју, личности из грчке митологије. Сви његови изотопи су радиоактивни. Он је један од два таква елемента након којих у периодном систему следе стабилни елементи. Други такав елемент је технецијум. Хемијски, прометијум спада у лантаноиде, који спајањем с другим елементима граде соли. Једино познато стабилно оксидационо стање прометијума је +3.
Године 1902. Бохуслав Браунер је предвидео постојање тада још непознатог елемента чије особине су између тада познатих елемената неодијума (60) и самаријума (62). Ту претпоставку је потврдио 1914. Хенри Мозли, који је након што је одредио атомске бројеве свих тада познатих елемената, пронашао да не постоји елемент с атомским бројем 61. Године 1926. две групе научника (једна италијанска а друга америчка) тврдиле су да су издвојили узорак елемента 61. За оба „открића” ускоро се испоставило да су лажна. Током нуклеарног експеримента 1938. изведеног на Државном универзитету Охаја, добијено је неколико радиоактивних нуклида који засигурно нису могли бити радиоизотопи неодијума или самаријума, али због тадашњег недостатка хемијских доказа да је добијен елемент 61, откриће није признато у тадашњој науци. Прометијум је први пут произведен и описан у Националној лабораторији Оук Риџ 1945. након издвајања и анализе производа фисије уранијумског горива којег су претходно подвргли радијацији у графитном реактору. Научници су предложили назив prometheum (који се накнадно незнатно променио) што је изведеница из имена Прометеја, једног од Титана из грчке митологије који је по предаји украо ватру са Олимпа и донео је људима, што симболизује „истовремено смелу и могућу злоупотребу људског знања”. Узорак металног прометијума први пут је добијен 1963. године.
Постоје два могућа извора природног прометијума: ретки радиоактивни распад природног изотопа еуропијума-151 чиме настаје прометијум-147, те распадом уранијума (настају разни изотопи). Практична употреба постоји само за хемијска једињења изотопа прометијума-137, који се користи за атомске батерије и светлеће боје, као и за уређаје за мерење дебљине лака или боје, иако је прометијум-145 најстабилнији изотоп овог елемента. Пошто су природни извори прометијума врло ретки, он се обично синтетише бомбардовањем уранијума-235 (обогаћивањем уранијума) са термичким неутронима чиме се као производ фисије добија прометијум-147.

## Историја
Чешки хемичар Бохуслав Браунер је 1902. открио да су разлике у особинама између неодијума и самаријума највеће међу било која два узастопна лантаноида у тада познатом низу. Као закључак он је предложио да између њих постоји још један елемент са особинама које се негде између та два елемента. Ову процену подржао је Хенри Мозли 1914. године који је открио да је атомски број заправо особина неког елемента коју је могуће експериментално измерити, те је пронашао неколико атомских бројева који не одговарају нити једном познатом елементу у то време. Према његовим израчунима, постојале су празнине код атомских бројева 43, 61, 72, 75, 85 и 87. Сазнавши за ове празнине у периодном систему, бројне групе научника почеле су потрагу за претпостављеним елементима у саставу других ретких земаља из природног окружења.
Први извештај о открићу објавили су италијански хемичари Луиђи Рола и Лоренцо Фернандес у Фиренци. Након што су фракцијском кристализацијом издвајали мешавину концентрисаних нитрата неколико ретких земних елемената из узорка минерала монацита из Бразила, добили су раствор који је претежно садржавао самаријум. Тај раствор дао је спектар x-зрака који су приписани самаријуму и елементу 61. У част свог града, елементу 61 дали су назив „фиренцијум” (florentium). Резултате су објавили 1926. мада су научници тврдили да су експерименте обавили две године раније. Такође 1926. године, група научника са Универзитета Илиниос из Урбана-Шампејн, Смит Хопкинс и Лен Интема су објавили откриће елемента 61. Дали су му назив „илинијум” (illinium) према имену универзитета. Међутим, за оба ова наводна открића касније се испоставило да су нетачна, јер су спектралне линије за које се мислило да кореспондирају са елементом 61 биле идентичне онима дидимијума (смесе празеодијума и неодијума), а за линије које се мислило да припадају елементу 61 испоставило се да припадају садржаним примесама (баријум, хром и платина).
Напокон 1934, Јозеф Маточ је формулирао изобарно правило. Једна од индиректних последица овог правила била је та да елемент 61 не може имати стабилних изотопа. Године 1938. Х. Б. Лоу са сарадницима на Државном универзитету Охајо извели су нуклеарни експеримент. Добијени нуклиди 1941. године нису били радиоизотопи неодијума или самаријума, те је за нови елемент предложен назив „циклонијум”, али због недостатака хемијских доказа да је добијен елемент 61, признање овог открића у светској науци је изостало.
Тек 1945. у Националној лабораторији Оук Риџ (у то време „Клинтон лабораторије”) група научника Џејкоб А. Марински, Ловренс Е. Гленденин и Чарлс Д. Кориел издвојили су и анализирали производе фисије уранијумовог горива којег су изложили радијацији у графитном реактору. Међутим, пошто су били исувише заузети због војних истраживања током Другог светског рата, своје откриће нису објавили све до 1947. Првобитно предложено име за елемент 61 било је „клинтонијум”, према лабораторији где су истраживања обављена. Међутим, назив „прометијум” (prometheum) предложила је Грејс Мери Кориел, супруга једног од научника. То име је изведено из имена Прометеја, једног од Титана из грчке митологије који је украо ватру са планине Олимп и донео је људима што симболизује „истовремено смелу и могућу злоупотребу људског знања”. Писање имена се касније незнатно променило у данашње „прометијум” (promethium), ради усклађивања са именима већине других метала.

## Особине

### Физичке
Прометијум има 61 електрон у атому, који имају конфигурацију [. При грађењу једињења, његов атом губи два спољна, најудаљенија електрона и један од 4f-електрона, који припадају отвореној подљусци. Атомски радијус елемента је трећи највећи међу свим лантаноидима, али је само незнатно већи од радијуса суседних елемената. Он је једини изузетак од општег тренда контракције атома уз повећање атомског радијуса (узрокованог контракцијом лантаноида) што није узроковано попуњеном (или половично попуњеном) 4f-подљуском.
Многе особине прометијума заснивају се на његовом месту међу лантаноидима те су претежно између особина неодија и самарија. На пример, тачка топљења, прве три енергије јонизације и енергија хидрације су веће него оне код неодијум али ниже него код самаријума, слично томе, претпостављена тачка кључања, јонски (Pm3+) радијус и стандардна топлота формирања једноатомног гаса су више него код самаријума, али ниже него код неодијума.
Прометијум има двоструку хексагоналну густо паковану (dhcp) структуру те тврдоћу од 63 kg/mm2. Ова нискотемпературна алфа форма прелази у бета, просторно-центрирану кубчну (bcc) фазу при загрејавању нa 890 °C.

### Хемијске
Прометијум припада лантаноидној групи церијума те је хемијски врло сличан суседним елементима из периодног система. Због његове нестабилности, хемијске студије о прометијуму нису потпуне. Чак иако је добијено неколико његових једињења, она нису свеобухватно проучена, мада генерално су ружичасте и црвене боје. Третирањем амонијаком киселих раствора у којем су садржани јони Pm3+ добија се желатинозна светло смеђа наслага хидроксида, Pm(OH)3, који није растворљив у води. Када се раствори у хлороводоничној киселини, настаје растворљива жута со PmCl
3. Слично томе, при растварању у азотној киселини добија се нитрат . Нитрат је такође добро растворљив, а након сушења и уклањања воде формирају се ружичасти кристали, слични . Електронска конфигурација јона , а они су ружичасте боје. Симбол спектралног стабилног стања је . Сулфат је слабо растворљив, као и сулфати других елемената групе церија. Параметри ћелије су израчунати за његов октахидрат. Они наводе на закључак да је густина ·8 H
2O око 2,86 g/cm3. Оксалат прометијума, ·10 H
2O, има најнижу растворљивост међу свим оксалатима лантаноида.
За разлику од нитрата, прометијум оксид је доста сличан одговарајућим солима самаријума, али не и солима неодијума. Непосредно након синтетисања, нпр. загрејавањем оксалата, оксид је бели или љубичасти прах неправилне структуре. Тај прах се кристализује у кубчну решетку након загрејавања до 600 °C. Даље жарење на температуру од 800 °C, а затим и до 1750 °C неповратно мења фазе, најпре у моноклинску а затим у хексагоналну, а оне фазе се могу међусобно мењати једноставним подешавањем времена и температуре жарења.
| Формула | Симетрија     | Просторна група |     | Пирсов симбол |       |       |       |    | густина 3 |
| ------- | ------------- | --------------- | --- | ------------- | ----- | ----- | ----- | -- | --------- |
| α-      | [ 25 ] [ 26 ] |                 | 194 |               | 365   | 365   | 1165  | 4  | 7,26      |
| β-      | [ 26 ]        |                 | 225 |               | 410   | 410   | 410   | 4  | 6,99      |
|         | кубна         | 3               | 206 |               | 1099  | 1099  | 1099  | 16 | 6,77      |
| 2O3     | моноклинска   |                 | 12  |               | 1422  | 365   | 891   | 6  | 7,40      |
| 2O3     | хексагонална  |                 | 164 |               | 380,2 | 380,2 | 595,4 | 1  | 7,53      |

Прометијум гради само једно стабилно оксидационо стање, +3 у облику јона, што одговара другим лантаноидима. Према његовом месту у периодном систему, за овај елемент се не може очекивати да гради стабилна +4 или +2 оксидациона стања. Третирање хемијских једињења која садрже јоне Pm3+ са снажним оксидационим или редукујућим средствима показало је да се ови ионе не могу лако оксидовати нити редуковати.
| Формула | Боја            | Координацијски број | Симетрија    | Просторна група |     | Пирсов симбол | Тачка топљења (°C) |
| ------- | --------------- | ------------------- | ------------ | --------------- | --- | ------------- | ------------------ |
|         | ружичаста       | 11                  | хексагонална |                 | 165 |               | 1338               |
|         | тамно љубичаста | 9                   | хексагонална |                 | 176 |               | 655                |
|         | црвена          | 8                   | орторомбска  |                 | 63  |               | 624                |
|         | црвена          | 8                   | орторомбска  |                 | 63  |               | α→β                |
|         | црвена          | 6                   | ромбоедарска | 3               | 148 |               | 695                |